# Enhelejci
Enhelejci su ilirsko pleme koje je živjelo na području Boka Kotorske, u današnjoj Crnoj Gori, kao i istočno od ovog zalijeva, sve do grada Drača, u današnjoj Albaniji.
Zemlja Enhelejaca se spominje u antičkim mitovima vezanim za Kadmosa i Harmoniju, doseljenika iz grčke Tebe. Kadmosov sin je po mitu imao ime Ilirios, eponim starih Ilira, kojima je Kadmos zavladao. Po jednom fragmentu Filona, koji navodi Stefan iz Bizantije, Kadmos je došao među Enhelejce, u grad Budvu, na volovskim kolima, da bi im (po podatku Apolodora) pomogao u ratu protiv Ilira koji su živjeli istočno od Neretve, a čije je ime kasnije preneseno na niz drugih plemena kao skupni naziv. Kadmo je bio kralj Enhelejaca na rijeci Rhizon. I nepoznati putopisac iz 4. stoljeća pr. Kr. spominje zemlju Enhelejaca koja leži iza rijeke Rhizon (Risan).
Naziv Enhelejaca dovodi se u vezu s grčkom riječi za jegulju i ukazuje na značaj kulta zmije kod Ilira. Prema legendi, nakon vladavine u Iliriji, Kadmos i žena mu Harmonija, pretvorili su se u zmije da čuvaju svoje grobove. Ostatak starih poganskih kultova, vezanih za ilirsku tradiciju zadržao se u primorju Crne Gore, u smislu da je grijeh ubiti zmijolikog guštera - blavora, koji kao zaštitnik svake kuće živi pod pragom.